# مانکن (ابزار)

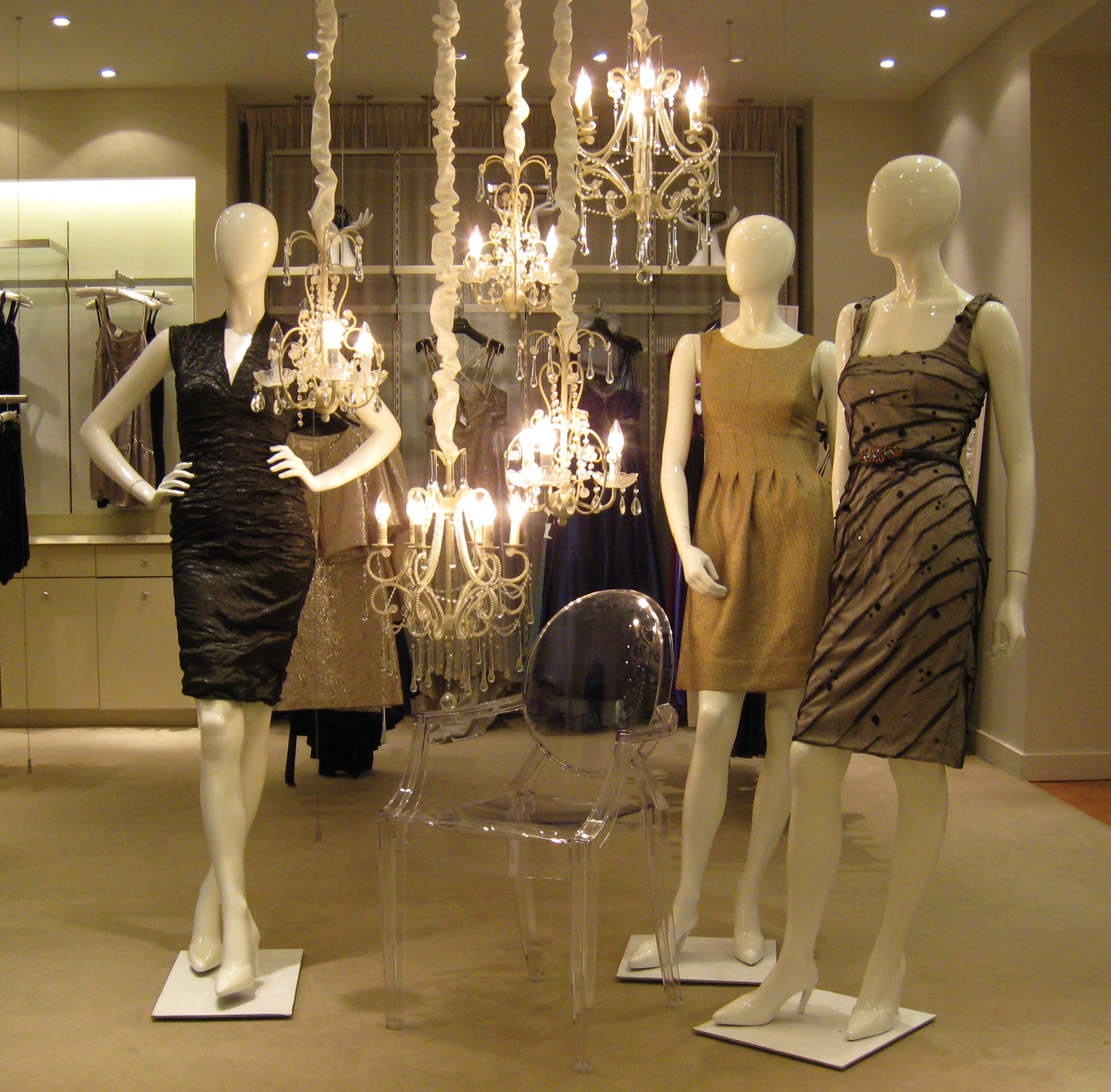

مانکن (به فرانسوی: Mannequin)) یک نوع ماکت یا عروسک است که خیاطان و تولید‌ کنندگان و فروشندگان لباس از آن برای نمایش یا امتحان لباس استفاده می‌کنند.